# Dorfkirche Ruhlsdorf (Marienwerder)

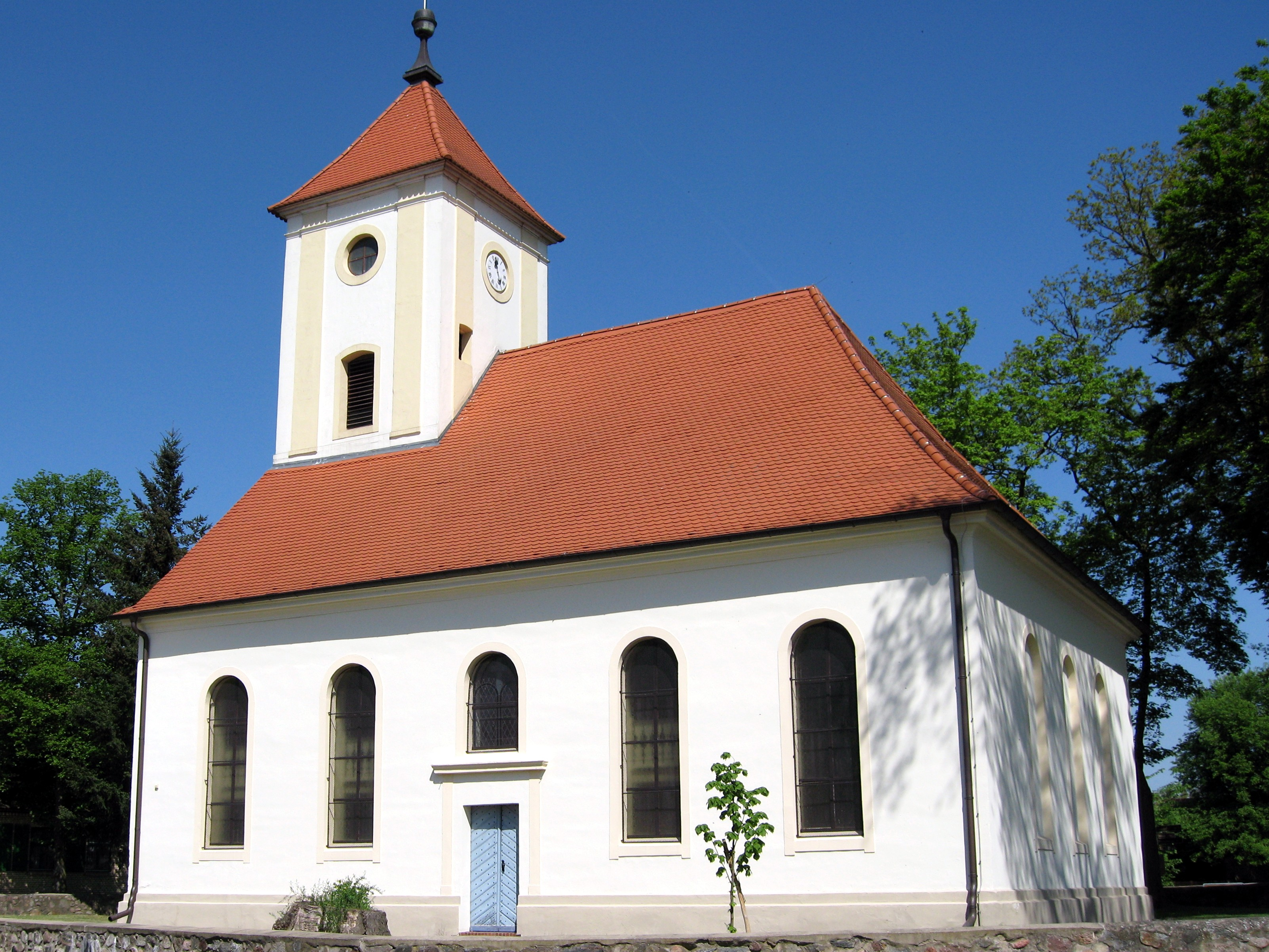
Dorfkirche Ruhlsdorf (Marienwerder)

Die evangelische, denkmalgeschützte Dorfkirche Ruhlsdorf steht in Ruhlsdorf, einem Ortsteil der Gemeinde Marienwerder im Landkreis Barnim in Brandenburg. Die Kirche gehört zur Evangelischen Gesamtkirchengemeinde Niederbarnim im Kirchenkreis Barnim der Evangelischen Kirche Berlin-Brandenburg-schlesische Oberlausitz (EKBO).

## Beschreibung
Die Saalkirche wurde 1775 anstelle eines Vorgängerbaus erbaut und 1998 restauriert. Über ihrem glatt verputzten Langhaus mit fünf Fensterachsen erhebt sich im Westen ein quadratischer Dachturm, dessen Wände mit Lisenen gegliedert sind und der mit einem Pyramidendach bedeckt ist. Die Turmuhr ist eine Ein-Zeiger-Uhr aus dem 17. Jahrhundert. Über den rechteckigen Portalen im Westen, Norden und Süden sind Verdachungen angebracht, über denen sich kurze Bogenfenster befinden, die übrigen Bogenfenster sind hoch. In der Achse im Westen ist das Portal in einem Risalit. An der Ost- und Westseite sind die Bogenfenster nur als Blenden ausgeführt.
Der Innenraum ist mit einer verputzten Flachdecke überspannt, die von Vouten gerahmt wird. Die dreiseitigen Emporen stehen auf toskanischen Säulen. Im Westen ist die Empore zwischen den Pfeilern, die den Dachturm tragen und der Außenwand eingefügt. Auf ihr steht die um 1800 vermutlich von Ludwig Salomon Hennefuß für die Dorfkirche Zerpenschleuse gebaute Orgel, die 1847 von Gottlieb Heise umgesetzt wurde. Die Dorfkirche Zerpenschleuse begnügte sich mit einem Harmonium. Zur Kirchenausstattung gehört ein hölzerner Kanzelaltar, in dessen Predella das Abendmahl dargestellt ist. Zu Seiten des Korbs der Kanzel stehen korinthische Säulen, die den Schalldeckel tragen.